# Christoph Staude (Politiker)
Christoph Staude, auch Christophorus Staude (* 1580 in Schmiedeberg, Niederschlesien; † 1639 in Görlitz) war zweimaliger Bürgermeister von Görlitz, Dichter und Sänger.

## Biographisches
Im Jahr 1600 erschien sein Gedicht Parnassus Gorliciorum.
Am 13. Februar 1612 verlieh ihm comes palatinus Hieronymus Wenzel von Thurn und Valsassina ein Wappen
Am 28. Januar 1613 heiratete Staude Elisabeth, Tochter des Benjamin Schnitter. Dieser Ehe entstammten Martha (⚭ Karl Förster, späterer Görlitzer Bürgermeister) Dorothea (* 26. Oktober 1624; 1643: ⚭¹ Jakob Bergmann; ⚭² Tobias Schnitter) und Christoph (* 1615 in Görlitz; † 1638).
Im Jahr 1613 war er erstmals Ratsherr und blieb es mit einem Jahr Pause (1614) bis 1633. Seit dem Jahr 1617 war er zudem Schöffe. In den Jahren 1624, 1627, 1630 und 1633 war Staude „Stadtrichter (praetor)“. 1634 und 1638 war er Bürgermeister.
Im Jahr 1616 nahm er am Görlitzer Landschießen teil.
April bis Mai 1618 und Juli bis August 1619 war Staude „Görlitzer Gesandter bei den Verhandlungen mit den Direktoren in Prag“. Im Jahr 1620 wurde er unter die Görlitzer „Defensoren“ gewählt.

## Werk
- Parnassus Gorliciorum in: Christian Gottfried Hoffmann: Scriptores rerum lusaticarum, Band 2. 1719. S. 354–367. (Online)